# Riseveinus sinensis
Riseveinus sinensis är en insektsart som beskrevs av Jacobi 1944. Riseveinus sinensis ingår i släktet Riseveinus och familjen dvärgstritar. Inga underarter finns listade i Catalogue of Life.